# Ethernet
Ethernet (IEEE 802.3) is een netwerkstandaard waarmee computers in een LAN met elkaar communiceren. Boven op de ethernetlaag draaien protocollen, waarvan TCP/IP het bekendste en meest gebruikte is.
In tegenstelling tot wat de naam doet vermoeden, is ethernet niet per se draadloos.
Ethernet is wijdverspreid en inmiddels zijn er verschillende varianten van uitgebracht. Tegenwoordig wordt ethernet ook in het WAN van internetproviders gebruikt (in 2011 tot 100-1000Gbit/s).

## Geschiedenis
Ethernet is ontwikkeld als een van de vele baanbrekende projecten van Xerox PARC. Het algemeen geaccepteerde verhaal gaat dat ethernet in 1973 werd uitgevonden, toen Robert Metcalfe een memo schreef aan een van zijn bazen in PARC over het potentieel van ethernet. Metcalfe beweert dat ethernet in de navolgende jaren is uitontwikkeld. In 1976 publiceerden Robert Metcalfe en David Boggs (Metcalfes assistent) een document getiteld Ethernet: Distributed Packet-Switching For Local Computer Networks.
Metcalfe verliet Xerox in 1979 om het gebruik van personal computers en netwerken (LAN's) te promoten, hierbij is 3Com opgericht. Hij had succes met het overtuigen van DEC, Intel, en Xerox om samen te werken en ethernet tot standaard te verklaren. Deze zogenaamde DIX-standaard (Digital-Intel-Xerox) werd gepubliceerd op 30 september 1980. De formele Ethernet IEEE 802.3-standaard werd door IEEE gepubliceerd op 23 juni 1983. De twee grootste alternatieven waren Token ring, dat ontwikkeld was door IBM, en ARCNET. Beide hebben, met de komst van Fast Ethernet, het onderspit gedolven.

## Technisch
De ethernetspecificaties bevatten de functies die men tegenkomt in de fysieke en de datalinklaag van het OSI-model. Ethernet maakt pakketjes van data om ze op deze manier over een netwerk te transporteren. Ethernet maakt gebruik van CSMA/CD-toegangscontrole (Carrier Sense Multiple Access with Collision Detection) om te bepalen welk station op welk moment data kan transporteren over het netwerk.
In een ethernetnetwerk luistert elk station (computer, printer enz.) naar het netwerk, en begint het pas met het versturen van data als geen ander station op dat moment gebruikmaakt van het netwerk. Indien het netwerk vrij is, kan ieder station dat dat wil, proberen de controle over te nemen om data te transporteren. Ethernetnetwerken werken dus op basis van wie het eerst komt, het eerst maalt (wordt het eerst bediend). In het geval dat twee stations op hetzelfde moment proberen data te versturen, ontstaat er een collision (botsing). Beide stations stoppen dan met het versturen van data. Ze wachten dan beide een willekeurige tijd (in milliseconden) voordat ze het opnieuw proberen.
Hoe meer stations op een netwerk zijn aangesloten, des te meer collisions zich voordoen. Dit resulteert in een slechtere prestatie van het netwerk. Het gebruik van switches (in plaats van hubs), die het netwerk in kleinere segmenten opdelen, is een manier om dit probleem op te lossen. Doordat het netwerk in segmenten wordt opgedeeld, zijn er per segment ook minder stations aanwezig. Dit resulteert in een kleinere kans op collisions. Bepaalde pakketten (broadcast) zullen echter nog steeds naar alle segmenten worden verstuurd. Om dit te voorkomen moet een router in het netwerk worden geplaatst; deze kan een scheiding tot stand brengen tussen IP-(sub-)netten.
Ethernet heeft verschillende fysieke verschijningsvormen:
- Oorspronkelijk Ethernet (1982)

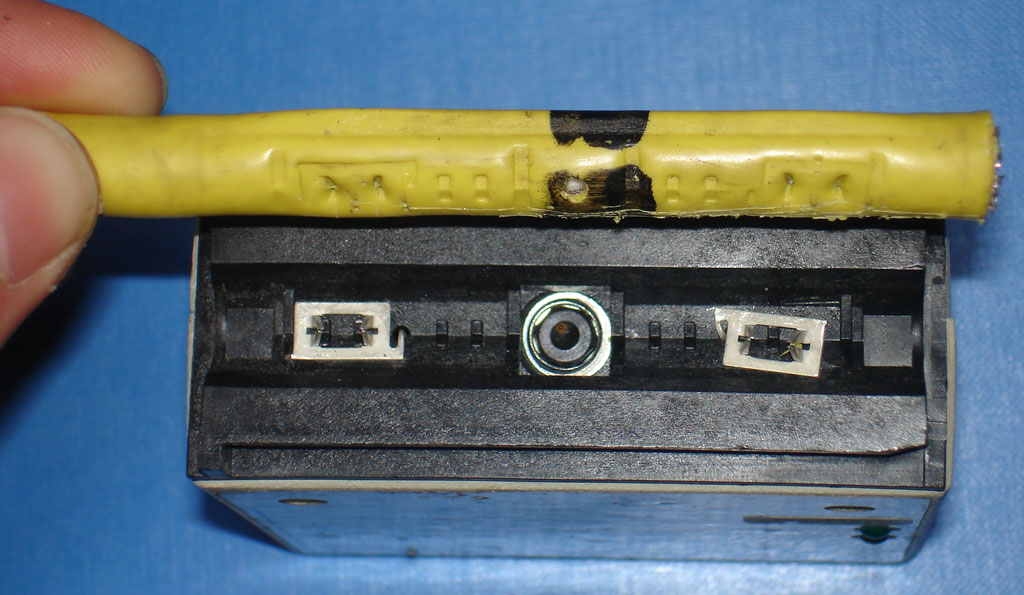
Een 'vampire-tap'voor 'thickwire' Ethernet

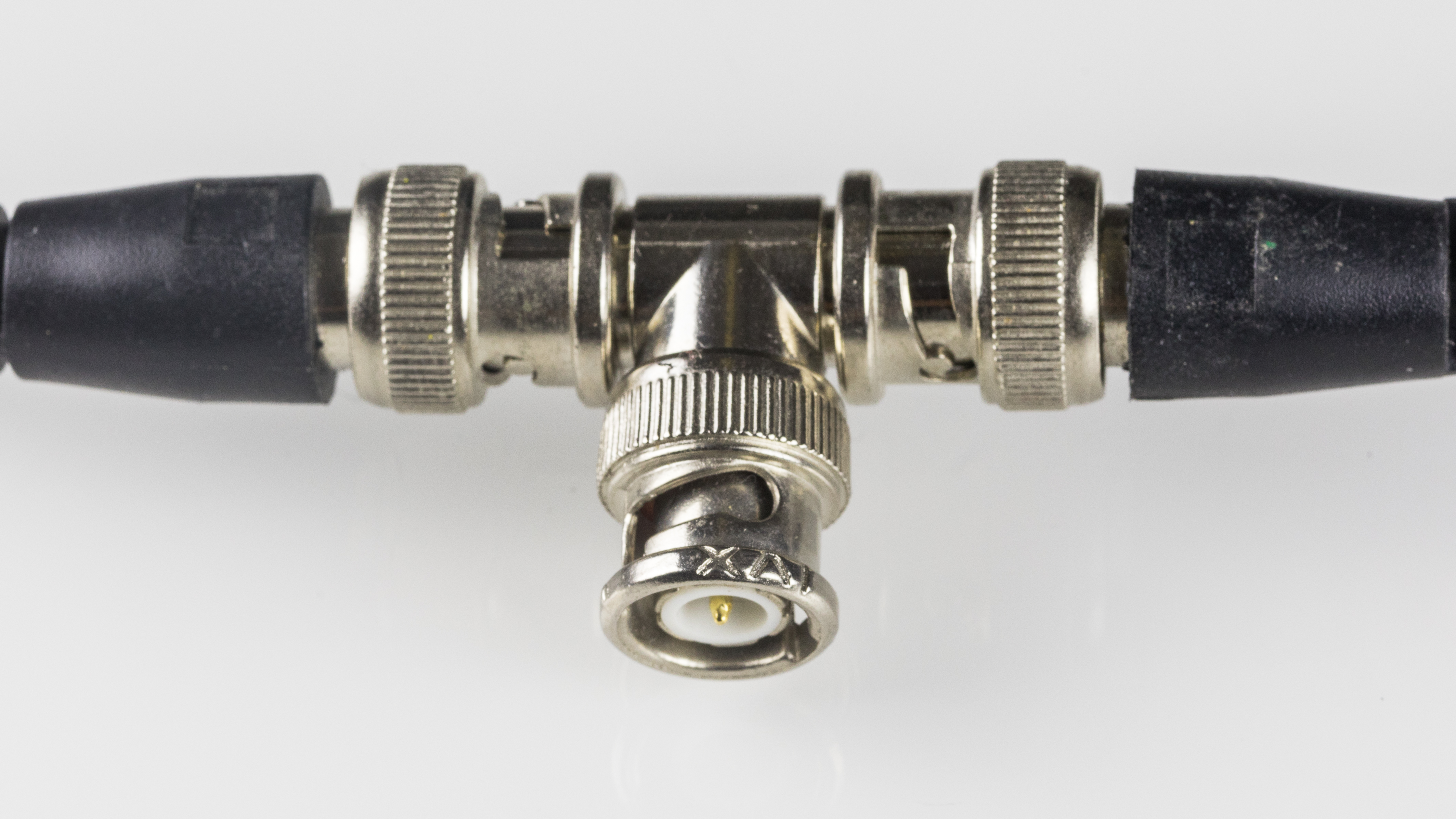
Dun ethernet T-connector

  - 10BASE5 ('dik ethernet'): een coaxkabel van 0,5 inch (12,7 mm) dik, waarop aansluitingen gemaakt kunnen worden door er een gat in te boren en er een 'vampire-tap' op te schroeven. Omdat deze vampire-taps meer dan 2,5m uit elkaar moeten zitten zijn op de kabel markeringen aangebracht. De maximale lengte van een segment is 500 meter. Aan beide uiteinden van de kabel moet een terminator, een afsluitweerstand van 50 ohm aangebracht zijn.
  - 10BASE2 ('dun ethernet'): een dunne (½ cm of 0,2 inch) coaxkabel waarop per segment door middel van T-connectors maximaal 30 apparaten aangesloten kunnen worden. De maximale lengte van een segment is 185 meter, tussen twee T-connectors moet minimaal 60 centimeter zitten. Net als bij 10BASE5 moeten beide einden van een segment met een weerstand van 50 ohm afgesloten zijn.
  - 10BASE-T en snellere varianten: een verbinding met twisted pair-kabel en RJ-45-stekkers. Hiermee is alleen een verbinding van punt naar punt mogelijk, en voor een netwerk van 3 of meer apparaten is dan ook altijd een hub of switch nodig. De maximale lengte is 100 meter.
  - 10BASE-FL: optische verbinding met glasvezelkabelparen. Hiermee is alleen een verbinding van punt naar punt mogelijk. De maximale lengte varieert bij de gangbare componenten van 200 tot 2000 meter. Met specifieke transceivers en kabel is echter een afstand van verscheidene tientallen kilometers mogelijk. Glasvezel wordt traditioneel weinig gebruikt voor verbinding met een eindverbruiker, maar eerder om verschillende switches of andere infrastructuurcomponenten met elkaar te verbinden, vooral als langere afstanden overbrugd moeten worden of in situaties met sterke elektrische storingen. Glasvezel naar eindgebruikers is echter momenteel in opmars.

- Fast Ethernet (1995)

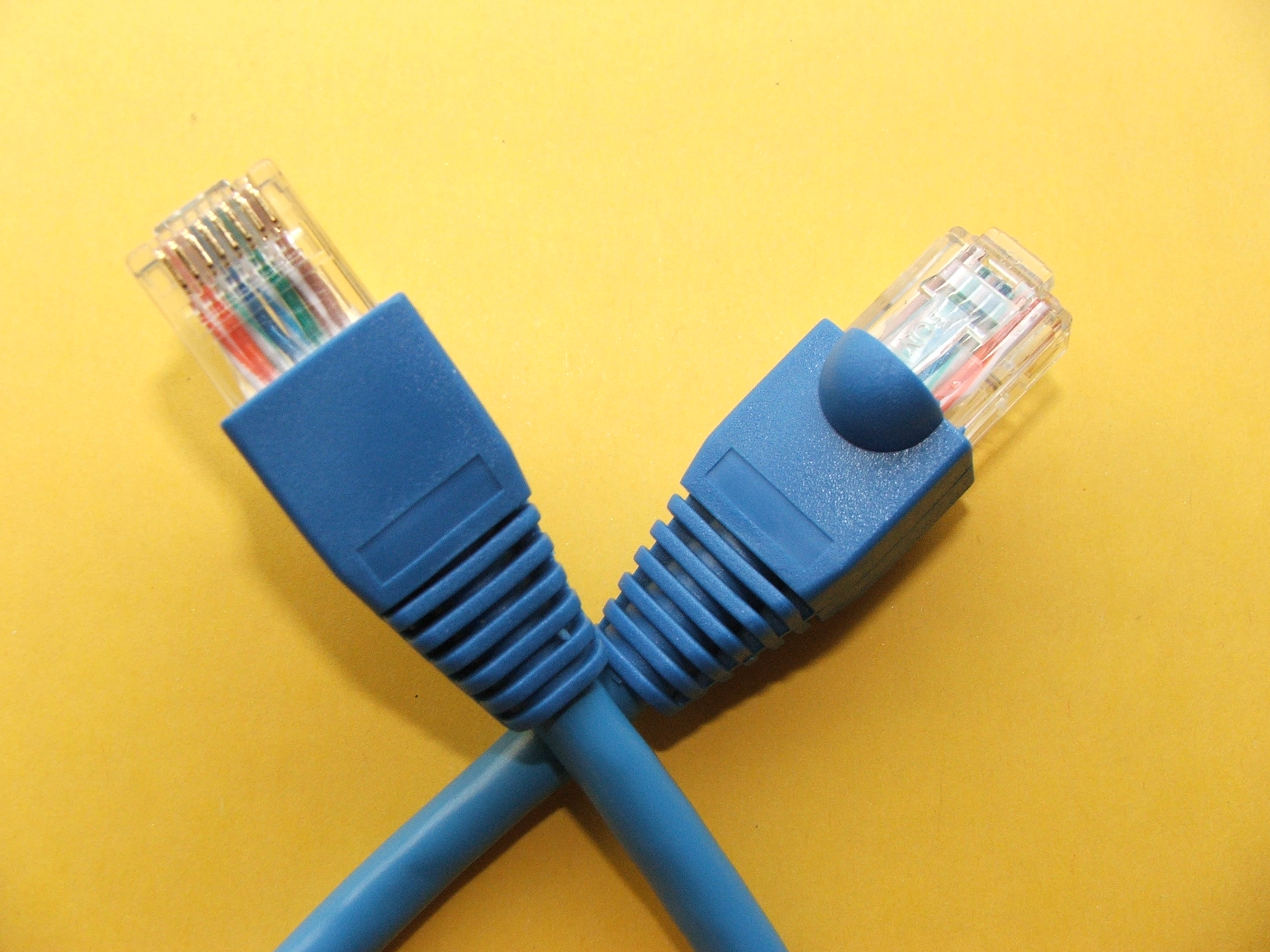
Een UTP-kabel met RJ-45 connectors

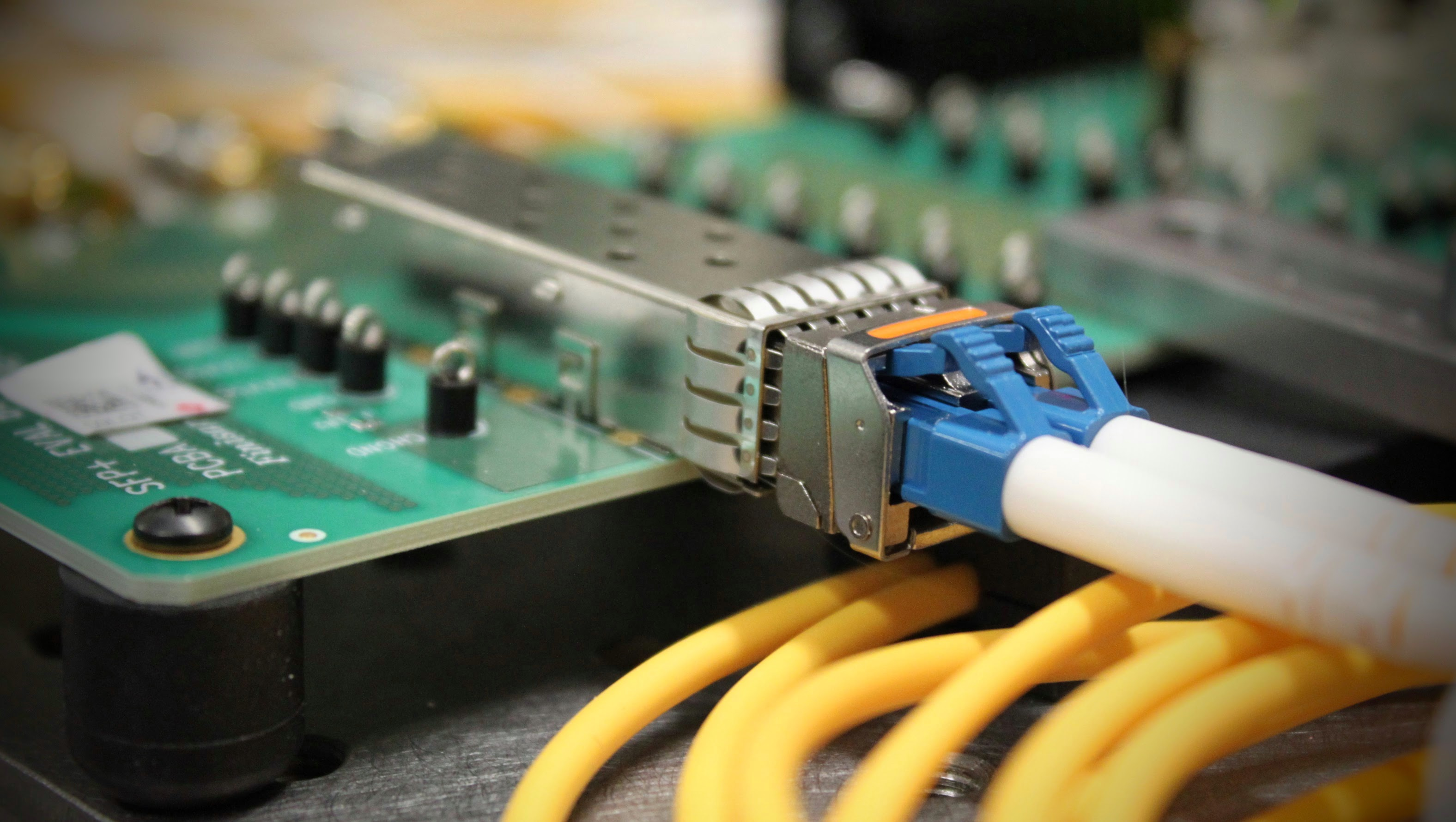
Een SFP transceiver met een geconnecteerde glasvezelkabel

  - 100BASE-TX: 100 Mb/s over UTP Cat5 (100 m)
  - 100BASE-FX: 100 Mb/s over glasvezel (2 km)
- Gigabit Ethernet (1998)
  - 1000BASE-T: 1 Gb/s over UTP Cat5e (100 m)
  - 1000BASE-LX: 1 Gb/s over Singlemode glasvezel (2 km)
  - 1000BASE-SX: 1 Gb/s over Multimode glasvezel (240 m)
- 2,5 en 5 Gigabit Ethernet (2016)
  - 2.5GBASE-T: 2.5Gb/s over UTP Cat5e (100m)
  - 5GBASE-T: 5Gb/s over UTP Cat6 (100m)
- 10 Gigabit Ethernet (2002)
  - 10GBASE-T: 10 Gb/s over UTP Cat6a (100 m)
  - 10GBASE-SR: 10 Gb/s over Multimode glasvezel (80 m)
  - 10GBASE-LX4: 10 Gb/s over Multimode glasvezel (300 m) en Singlemode glasvezel (10 km)
  - 10GBASE-LR: 10 Gb/s over Singlemode glasvezel (10 km)
  - 10GBASE-ER: 10 Gb/s over Singlemode glasvezel (40 km)
- 25 Gigabit Ethernet (2016)
  - 25GBASE-T: 25Gb/s over U/FTP of F/UTP Cat8 (30 m)
- 100 Gigabit Ethernet (2010)
  - 40GBASE-T: 40 Gb/s over U/FTP of F/UTP Cat8 (30 m)
  - 40GBASE-SR4: 40 Gb/s over Multimode glasvezel (100 m)
  - 40GBASE-FR: 40 Gb/s over Singlemode glasvezel (2 km)
  - 40GBASE-LR: 40 Gb/s over Singlemode glasvezel (10 km)
  - 40GBASE-ER: 40 Gb/s over Singlemode glasvezel (40 km)
  - 100GBASE-SR4: 100 Gb/s over Multimode glasvezel (100 m)
  - 100GBASE-LR: 100 Gb/s over Singlemode glasvezel (10 km)
  - 100GBASE-ER: 100 Gb/s over Singlemode glasvezel (40 km)
- Terabit Ethernet (2017)
  - 200GBASE-DR4: 200Gb/s over Singlemode glasvezel (500 m)
  - 200GBASE-FR4: 200Gb/s over Singlemode glasvezel (2 km)
  - 200GBASE-LR4: 200Gb/s over Singlemode glasvezel (10 km)
  - 400GBASE-SR16: 400Gb/s over Multimode glasvezel (100 m)
  - 400GBASE-DR4: 400Gb/s over Singlemode glasvezel (500 m)
  - 400GBASE-FR8: 400Gb/s over Singlemode glasvezel (2 km)
  - 400GBASE-LR8: 400Gb/s over Singlemode glasvezel (10 km)

(Mb/s staat voor megabit per seconde, Gb/s staat voor gigabit per seconde).
IEEE-488 · IEEE 754 · IEEE 802 (.2 · .4 · .5 · .12 · .14 · .16 · .17 · .22) · 802.1 (D · p · Q · s · w · X · ad · AE · ag · ah · aq) · 802.3 (af/at) · 802.11 (a · b · g · n · p · ac · ax · be) · 802.15 (.1 · .4) · IEEE-1003 · IEEE 1076 · IEEE 1149 (.1) · IEEE 1284 · IEEE 1394